# Moussa Kyabou
Moussa Kyabou est un footballeur malien né le 18 avril 1998 à Bamako. Il joue au poste de milieu défensif au Sheriff Tiraspol.

## Biographie

### En club
Le 15 mars 2021, il rejoint le Sheriff Tiraspol en provenance de l'USC Kita.
Il participe avec le Sheriff Tiraspol aux éliminatoires de la Ligue des champions, avec trois matchs joués en 2021.

### En sélection
Il joue son premier match avec le Mali le 27 juillet 2019, contre la Guinée-Bissau, lors des éliminatoires du championnat d'Afrique des nations 2020 (victoire du Mali 4-0).
Il participe ensuite à la phase finale du championnat d'Afrique des nations 2020, organisé au Cameroun. Lors de cette compétition, il joue six matchs. Le Mali s'incline en finale face au Maroc.

## Palmarès
- Finaliste du championnat d'Afrique des nations en 2020 avec l'équipe du Mali
- Champion de Moldavie en 2021 avec le Sheriff Tiraspol